# 麦酚生
麦酚生（英語：Mephenesin）是一种中枢作用的肌肉鬆弛劑，可作为番木鳖碱中毒的解毒剂。
它可由3-氯-1,2-丙二醇和2-甲基苯酚在氢氧化钠的存在下于二甲基甲酰胺中反应制得。它和碳酸二甲酯在二甲基亚砜中加热反应，可以得到相应的环碳酸酯。